# برناردو سيلفا
برناردو موتا فيغا دي كارفالهو سيلفا (تلفظ برتغالي: /bɨɾˈnaɾdu ˈsiɫvɐ/؛ مواليد 10 أغسطس 1994) المعروف بـ برناردو سيلفا. هو لاعب كرة قدم برتغالي يلعب في مركز خط الوسط مع نادي مانشستر سيتي ومنتخب البرتغال لكرة القدم.
وُلد سيلفا في لشبونة، وجاء من أكاديمية بنفيكا للشباب. بدأ اللعب مع بنفيكا ب في عام 2013 وتم ترقيته إلى الفريق الأول في عام 2014، ولعب بضع دقائق مع الأخير. كان على سبيل الإعارة في نادي موناكو في الدوري الفرنسي خلال موسم 2014–15، وجعلوا موناكو هذه الصفقة دائمة في شتاء 2015. بعد الفوز بالدوري معهم في عام 2017، وقع مع نادي الإنجليزي مقابل 43.5 مليون جنيه إسترليني. بعد ذلك فاز بالدوري الإنجليزي الممتاز وكأس الاتحاد الإنجليزي في موسمه الأول في إنجلترا، تلاه ثلاثية محلية في الموسم التالي. لعب دورًا مهمًا في السيتي ليصبح أول فريق رجالي في إنجلترا يفوز بالثلاثية المحلية، وحصل على لقب أفضل لاعب في مانشستر سيتي لعام 2019 واختير ضمن فريق العام من اتحاد لاعبي كرة القدم المحترفين. بعد ذلك، تم إدراج سيلفا ضمن القائمة المختصرة المكونة من 30 لاعبًا لجائزة الكرة الذهبية.
شارك سيلفا لأول مرة مع منتخب البرتغال في عام 2015 بعد أن مثل فئات الشباب سابقًا في تحت من 19 سنة وتحت من 21 سنة. تم اختياره ضمن فريق البرتغال المشارك في كأس القارات 2017 وكأس العالم 2018 ونهائيات دوري الأمم الأوروبية 2019 على أرضه، وفاز بالبطولة الأخيرة، حيث حصل أيضًا على لقب أفضل لاعب في البطولة.

## مسيرته الكروية

### بنفيكا
سيلفا نتاج نظام شباب بنفيكا، لعب لصفوفهم، وفي 2013 فازوا ببطولة الشباب البرتغالي 2012–13. شارك لأول مرة مع بنفيكا ب في مباراة ليغا برو ضد تروفينسي في 10 أغسطس 2013 (الجولة 1).
في 19 أكتوبر 2013، شارك سيلفا لأول مرة مع بنفيكا في سن الـ19، في الجولة الثالثة من كأس البرتغال 2013–14، والتي انتهت بنتيجة 1–0 خارج أرضه ضد سينفايس، حيث دخل من مقاعد البدلاء في الدقيقة 80. أدائه الجيد مع بنفيكا بي في ليغا برو 2013–14 أكسبه جائزة أفضل لاعب في الدوري. كان لاعبًا في فريق بنفيكا المحلي الفائز بالثلاثية في موسم 2013–14.

### موناكو

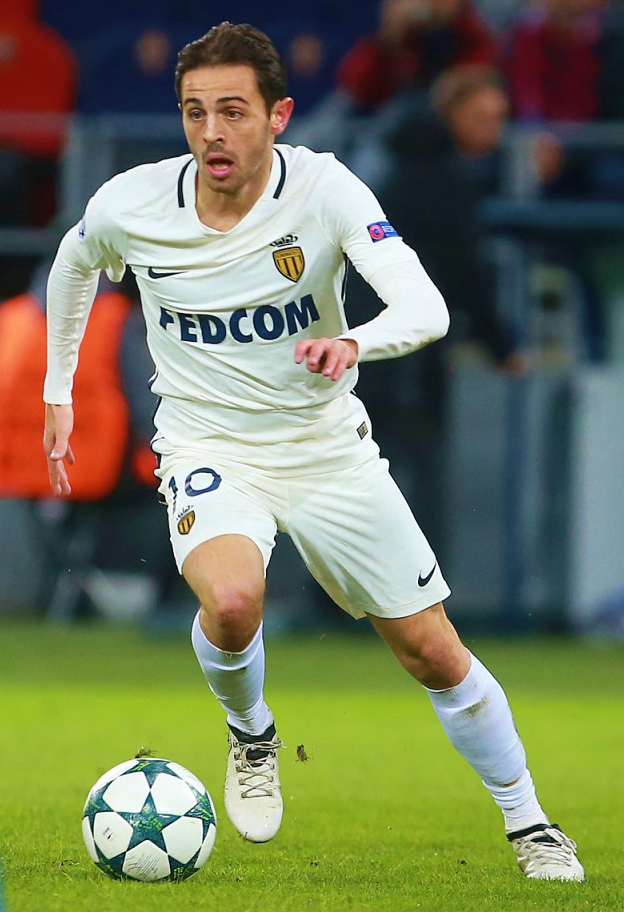
برناردو سيلفا يلعب مع موناكو في دوري أبطال أوروبا 2016–17

في 7 أغسطس 2014، انضم سيلفا إلى نادي موناكو في صفقة إعارة لمدة عام واحد. شارك لأول مرة في 17 أغسطس في مباراة خارج أرضه في الدوري الفرنسي ضد بوردو، ليحل محل لوكاس أوكامبوس في الشوط الثاني. في 21 سبتمبر، شارك كأساسي لأول مرة له، في مباراة الفوز 1–0 على أرضه ضد غانغون. في 14 ديسمبر، سجل الهدف الوحيد للفوز على أرضه ضد مارسيليا.
في 20 يناير 2015، أعلن بنفيكا أنه تم بيع حقوق سيلفا الاقتصادية والرياضية إلى موناكو مقابل 15.75 مليون يورو؛ وقع عقدًا لموناكو ينتهي في 30 يونيو 2019. في 10 أبريل، سجل هدفين في الفوز 3–0 خارج أرضه ضد كاين. في 10 أغسطس 2015، مدد سيلفا عقده لمدة عام واحد، وربطه بالنادي حتى يونيو 2020.
في مباراة دور المجموعات من دوري أبطال أوروبا 2016–17 ضد سيسكا موسكو في 18 أكتوبر 2016، سجل سيلفا هدف التعادل لموناكو في الدقيقة 87 ليضمن انتهاء المباراة بالتعادل 1–1. في 15 يناير 2017، سجل آخر هدفين لموناكو في الفوز 4–1 خارج أرضه ضد مرسيليا ليساعدة موناكو على الصعود إلى قمة جدول الدوري للمرة الأولى منذ الأسبوع الخامس من الموسم الحالي للدوري الفرنسي. في 29 يناير التالي، سجل سيلفا هدف التعادل في الوقت الإضافي في مباراة التعادل 1–1 ضد حامل اللقب باريس سان جيرمان في بارك دي برينس، مما جعل فريقه في صدارة الدوري. أنهى موسم 2016–17 برصيد 8 أهداف و9 تمريرات حاسمة في الدوري و11 هدفًا و12 تمريرة حاسمة في 58 مباراة في جميع المسابقات.

### مانشستر سيتي

#### موسم 2017–18
وقع نادي مانشستر سيتي مع سيلفا على عقد مدته خمس سنوات بعد اجتياز الفحص الطبي. على الرغم من أن رسوم النقل لم يتم الكشف عنها، الا ان بعض الصحف قالت ان الصفقة بلغت 50 مليون يورو (43.5 مليون جنيه إسترليني)، وقد تصل إلى 70 مليون يورو مع الإضافات.
انضم سيلفا رسميًا إلى النادي في 1 يوليو 2017، قبل بداية موسم 2017–18.
في 13 فبراير 2018، سجل أول هدف له في دوري أبطال أوروبا مع السيتي في مباراة الفوز 4–0 على بازل في مباراة الذهاب من دور الـ 16.
في 5 مارس 2018، سجل هدف الفوز الوحيد ضد تشيلسي على أرضه – وهو الفوز الرئيسي الذي مكنهم على بعد ثلاثة انتصارات فقط من الفوز بلقب الدوري الإنجليزي الممتاز. بسبب أداء سيلفا الثابت، لعب مباريات أكثر من أي لاعب آخر مع السيتي في الموسم حتى نهاية فبراير 2018. وبحلول نهاية الموسم، كان سيلفا قد لعب لمانشستر سيتي 53 مباراة في جميع المسابقات – كأكثر لاعب من السيتي في هذا الموسم. وساعدهم في الوصول إلى 100 نقطة وهو رقم في الدوري الإنجليزي الممتاز كما حقق كأس رابطة الأندية الإنجليزية المحترفة.

#### موسم 2018–19
لعب سيلفا 51 مباراة مع مانشستر سيتي خلال موسم 2018–19، وسجل 13 هدفًا ومرر 14 تمريرة حاسمة في جميع المسابقات.
في 24 أبريل 2019، سجل سيلفا الهدف الافتتاحي للسيتي ضد مانشستر يونايتد في ديربي مانشستر، والفوز 2–0 على ملعب أولد ترافورد ليضع فريقه في صدارة الدوري.
ساعد أداء سيلفا المتسق والمؤثر فريقه على الفوز بلقب الدوري الإنجليزي الإنجليزي الممتاز، وملأ مركز كيفين دي بروين الذي غاب عن غالبية الموسم بسبب الإصابة. نتيجة لذلك، تم التصويت له ضمن فريق العام من اتحاد لاعبي كرة القدم المحترفين جنبًا إلى جنب مع أربعة لاعبين آخرين من السيتي وفاز بجائزة أفضل لاعب في مانشستر سيتي، حيث تم التصويت له من قبل المشجعين.

#### موسم 2019–20
في موسم 2019–20، سجل سيلفا هاتريك في الفوز بنتيجة 8–0 على واتفورد في الدوري الإنجليزي الممتاز في 21 سبتمبر. بعد أيام، اتُهم بالعنصرية تجاه زميله في الفريق بينجامين ميندي في تغريدة شبهت مظهر اللاعب بمظهر التميمة الإعلانية ذات البشرة الداكنة؛ قال ميندي إنه لم يشعر بالإهانة. في نوفمبر، تم إيقاف سيلفا لمباراة واحدة وتغريمه 50 ألف جنيه إسترليني بسبب التغريدة.
في أكتوبر 2019، تم ترشيح سيلفا كواحد من بين 30 مرشحًا لجائزة الكرة الذهبية.

#### موسم 2020–21
في 10 يناير 2021، سجل سيلفا ثنائية في الفوز 3–0 على ملعبه ضد برمنغهام سيتي في الجولة الثالثة من كأس الاتحاد الإنجليزي.
في 20 يناير 2021، سجل سيلفا هدفه الأول في الدوري لهذا الموسم في الفوز 2–0 على أرضه على أستون فيلا.
في 24 فبراير 2021، سجل سيلفا هدفه الأول في دوري أبطال أوروبا لهذا الموسم بفوزه 2–0 خارج أرضه على بوروسيا مونشنغلادباخ في مباراة الذهاب من دور الـ16.

## مسيرته الدولية

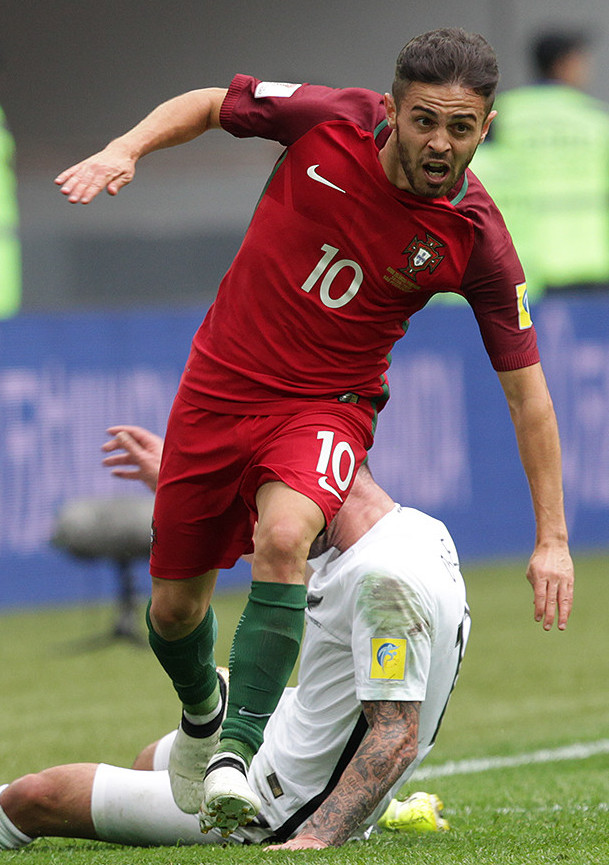
سيلفا في كأس القارات 2017

في عام 2013، مثل سيلفا البرتغال في بطولة أوروبا تحت 19 سنة لعام 2013، ووصل إلى الدور نصف النهائي. وعن أداءه، تم اختيار سيلفا من بين أفضل 10 مواهب تحت سن 19 في أوروبا من خلال مجموعة مختارة من مراسلي الاتحاد الأوروبي لكرة القدم.
في 31 مارس 2015، شارك بأول مباراة له مع البرتغال، بدءا من الهزيمة في المباراة الودية 2–0 أمام الرأس الأخضر في إشتوريل.
في 27 يونيو 2015، سجل هدف مع البرتغال تحت من 21 سنة في مباراة الفوز 5–0 على ألمانيا في الدور نصف النهائي من بطولة أوروبا تحت 21 سنة لعام 2015 في التشيك. لم يدخل ضمن قائمة المنتخب البرتغالي لنهائيات بطولة أمم أوروبا 2016 بسبب الإصابة.
تم اختيار سيلفا ضمن تشكيلة البرتغال المشاركة في كأس القارات 2017 التي استضافتها روسيا. وسجل الهدف الثاني ضد نيوزيلندا في مباراة الفوز 4–0. وصل منتخبه إلى الدور نصف النهائي قبل أن يخسر أمام تشيلي في ركلات الترجيح بعد التعادل 0–0 في الوقت الأصلي. غاب سيلفا عن مباراة المركز الثالث التي فازت فيها البرتغال على المكسيك 1–2 في الأشواط الإضافية.
تم اختيار سيلفا في ضمن تشكيلة البرتغال المكونة من 23 لاعباً لكأس العالم 2018 في روسيا. شارك في جميع المباريات الأربع للبرتغال، لكنه خرج من البطولة بعد الهزيمة 1–2 أمام الأوروغواي.
شارك سيلفا في ثلاث مباريات في مرحلة المجموعات في دوري الأمم الأوروبية 2018–19، وسجل هدف في مباراة الفوز 3–2 على بولندا.
في نهائيات دوري الأمم الأوروبية 2019، لعب سيلفا المباراتين ومرر تمريرة حاسمة في كل منهما حيث فازت البرتغال باللقب، وتم اختياره كأفضل لاعب في البطولة.

## حياته الشخصية

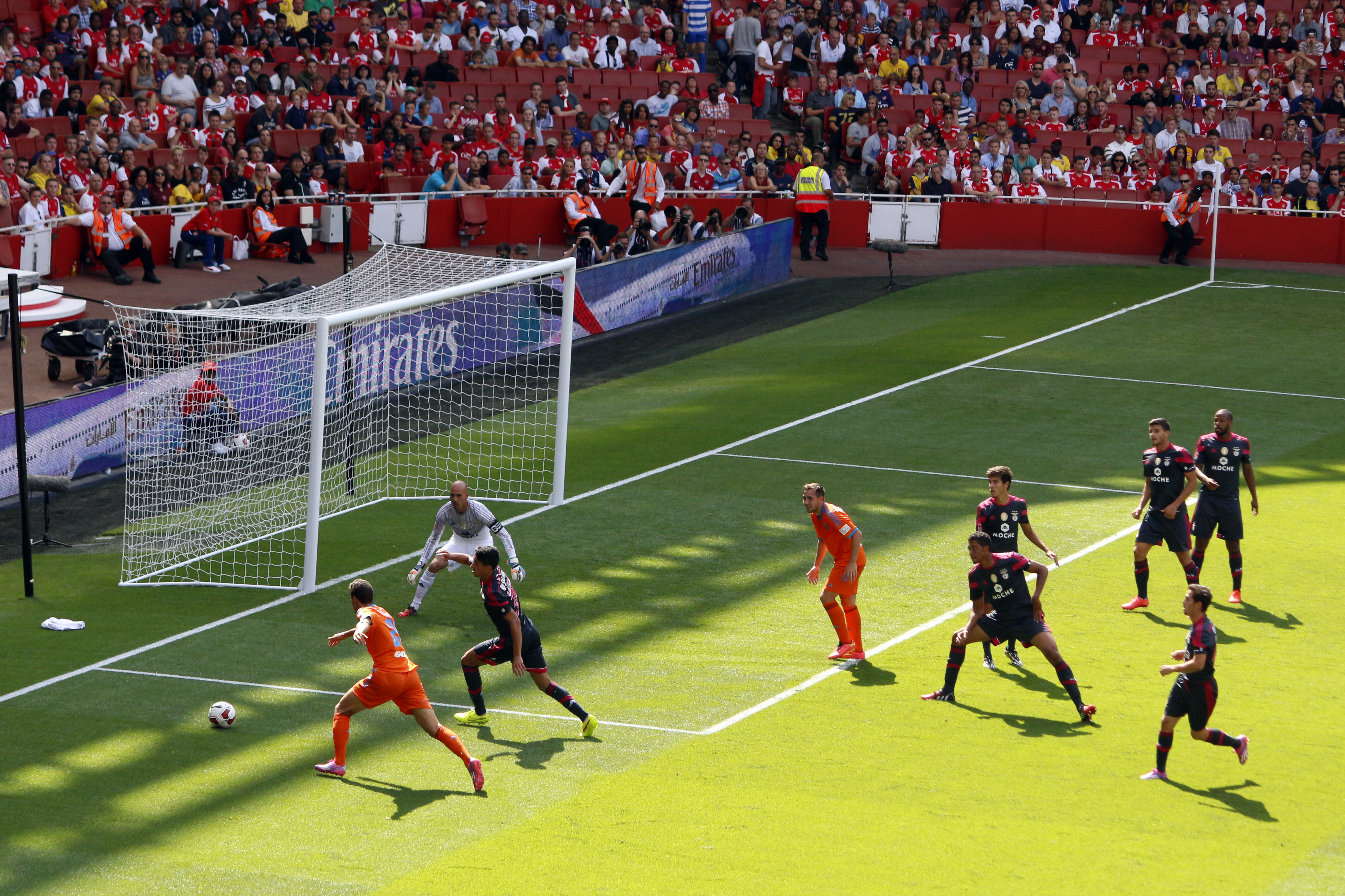
كأس الإمارات - بنفيكا × فالنسيا 2014

سيلفا من مشجعي نادي بنفيكا. تم وصف لغته الإنجليزية على أنها «مثالية» من قبل وسائل الإعلام، نتيجة لقيام والديه بإرساله إلى مدرسة ناطقة باللغة الإنجليزية في لشبونةعندما كان عمره ست سنوات. سيلفا هو ابن عم ماتيلد فيدالجو. ولد كلاهما في عام 1994، كما أنهما يشتركان في نفس الأجداد واللعب دوليا لمنتخب البرتغال الوطني.

## الإحصائيات

### النادي
آخر تحديث 4 مايو 2021.
| النادي         | الموسم                    | الدوري                          | الدوري | الدوري  | الكأس الوطني | الكأس الوطني | كأس الدوري | كأس الدوري | أوروبا | أوروبا  | أخرى   | أخرى    | المجموع | المجموع |
| النادي         | الموسم                    | الدرجة                          | الظهور | الأهداف | الظهور       | الأهداف      | الظهور     | الأهداف    | الظهور | الأهداف | الظهور | الأهداف | الظهور  | الأهداف |
| -------------- | ------------------------- | ------------------------------- | ------ | ------- | ------------ | ------------ | ---------- | ---------- | ------ | ------- | ------ | ------- | ------- | ------- |
| بنفيكا ب       | 2013–14                   | الدوري البرتغالي الدرجة الثانية | 38     | 7       | —            | —            | —          | —          | —      | —       | —      | —       | 38      | 7       |
| بنفيكا         | 2013–14                   | الدوري البرتغالي الممتاز        | 1      | 0       | 1            | 0            | 1          | 0          | 0      | 0       | —      | —       | 3       | 0       |
| موناكو (إعارة) | 2014–15                   | الدوري الفرنسي                  | 15     | 2       | 1            | 1            | 2          | 0          | 3      | 0       | —      | —       | 21      | 3       |
| موناكو         | 2014–15                   | الدوري الفرنسي                  | 17     | 7       | 2            | 0            | 1          | 0          | 4      | 0       | —      | —       | 24      | 7       |
| موناكو         | 2015–16                   | الدوري الفرنسي                  | 32     | 7       | 3            | 0            | 1          | 0          | 8      | 0       | —      | —       | 44      | 7       |
| موناكو         | 2016–17                   | الدوري الفرنسي                  | 37     | 8       | 3            | 0            | 3          | 0          | 15     | 3       | —      | —       | 58      | 11      |
| موناكو         | المجموع                   | المجموع                         | 86     | 22      | 8            | 0            | 5          | 0          | 27     | 3       | —      | —       | 126     | 25      |
| مانشستر سيتي   | 2017–18                   | الدوري الإنجليزي                | 35     | 6       | 3            | 1            | 6          | 1          | 9      | 1       | —      | —       | 53      | 9       |
| مانشستر سيتي   | 2018–19                   | الدوري الإنجليزي                | 33     | 7       | 3            | 2            | 2          | 0          | 8      | 4       | 1      | 0       | 47      | 13      |
| مانشستر سيتي   | 2019–20                   | الدوري الإنجليزي                | 34     | 6       | 4            | 1            | 6          | 1          | 7      | 0       | 1      | 0       | 52      | 8       |
| مانشستر سيتي   | مانشستر سيتي موسم 2020–21 | الدوري الإنجليزي                | 24     | 2       | 3            | 2            | 3          | 0          | 12     | 1       | —      | —       | 42      | 5       |
| مانشستر سيتي   | المجموع                   | المجموع                         | 129    | 21      | 14           | 6            | 17         | 2          | 36     | 6       | 2      | 0       | 198     | 35      |
| الإجمالي       | الإجمالي                  | الإجمالي                        | 269    | 52      | 24           | 7            | 25         | 2          | 66     | 9       | 1      | 0       | 388     | 70      |

1. ↑  المباريات في كأس البرتغال، كأس فرنسا وكأس الاتحاد الإنجليزي
2. ↑  المباريات في كأس الدوري البرتغالي، كأس الرابطة الفرنسية وكأس رابطة الأندية الإنجليزية المحترفة
3. 1 2 3 4 5 6 7  المباريات في دوري أبطال أوروبا
4. ↑  مباراتين في دوري أبطال أوروبا، ست مباريات في الدوري الأوروبي
5. ↑  المباريات في درع الاتحاد الإنجليزي
6. ↑  المباريات في درع الاتحاد الإنجليزي

### المنتخب
آخر تحديث 30 مارس 2021.
| المنتخب الوطني | العام   | الظهور | الأهداف |
| -------------- | ------- | ------ | ------- |
| البرتغال       | 2015    | 5      | 0       |
| البرتغال       | 2016    | 4      | 1       |
| البرتغال       | 2017    | 12     | 1       |
| البرتغال       | 2018    | 12     | 1       |
| البرتغال       | 2019    | 10     | 3       |
| البرتغال       | 2020    | 8      | 1       |
| البرتغال       | 2021    | 3      | 0       |
| المجموع        | المجموع | 54     | 7       |

#### الأهداف الدولية
اعتبارًا من 30 مارس 2021. قائمة الأهداف والنتائج مع منتخب البرتغال الأول.
| # | التاريخ        | المكان                                | م. | الخصم     | الهدف | النتيجة | المسابقة                       |
| - | -------------- | ------------------------------------- | -- | --------- | ----- | ------- | ------------------------------ |
| 1 | 1 سبتمبر 2016  | ملعب دو بيسا، بورتو، البرتغال         | 8  | جبل طارق  | 4–0   | 5–0     | ودية                           |
| 2 | 24 يونيو 2017  | ملعب كريستوفسكي، سانت بطرسبرغ، روسيا  | 15 | نيوزيلندا | 2–0   | 4–0     | كأس القارات 2017               |
| 3 | 11 أكتوبر 2018 | ملعب سيليزيا، خوجوف، بولندا           | 33 | بولندا    | 3–1   | 3–2     | دوري الأمم الأوروبية 2018–19   |
| 4 | 7 سبتمبر 2019  | ملعب النجم الأحمر، بلغراد، صربيا      | 38 | صربيا     | 4–2   | 4–2     | تصفيات بطولة أمم أوروبا 2020   |
| 5 | 11 أكتوبر 2019 | ملعب جوزيه ألفالادي، لشبونة، البرتغال | 40 | لوكسمبورغ | 1–0   | 3–0     | تصفيات بطولة أمم أوروبا 2020   |
| 6 | 14 نوفمبر 2019 | ملعب ألغارفي، فارو، البرتغال          | 42 | ليتوانيا  | 5–0   | 6–0     | تصفيات بطولة أمم أوروبا 2020   |
| 7 | 14 أكتوبر 2020 | ملعب جوزيه ألفالادي، لشبونة، البرتغال | 48 | السويد    | 1–0   | 3–0     | دوري الأمم الأوروبية 2020–21 أ |

## الإنجازات
بنفيكا
- الدوري البرتغالي الممتاز: 2013–14[65]
- كأس البرتغال: 2013–14[65]
- كأس الدوري البرتغالي: 2013–14[65]

موناكو
- الدوري الفرنسي: 2016–17[65]

مانشستر سيتي
- الدوري الإنجليزي الممتاز: 2017–18، 2018–19، 2020–21، 2021–22، 2022–23، 2023–24[66]
- كأس الاتحاد الإنجليزي: 2018–19، 2022–23[67]
- كأس رابطة الأندية الإنجليزية المحترفة: 2017–18،[68] 2018–19،[69] 2020–21[70]
- درع المجتمع الإنجليزي: 2018،[71] 2019، 2024[72]
- دوري أبطال أوروبا: 2022–23

البرتغال تحت 21
- بطولة أوروبا تحت 21 سنة الوصيف: 2015[73]

البرتغال
- دوري الأمم الأوروبية: 2018–19[74]،2024–25[75]
- كأس القارات المركز الثالث: 2017[76]

الفردية
- الدوري البرتغالي الدرجة الثانية أفضل لاعب صاعد: ليغا برو 2013–14[77]
- الدوري البرتغالي الدرجة الثانية لاعب الشهر: أكتوبر 2013، ديسمبر 2013، يناير 2014[78][79][80]
- بطولة أوروبا تحت 19 سنة فريق البطولة: 2013[81]
- بطولة أوروبا تحت 21 سنة فريق البطولة: 2015[82]
- لاعب الشهر في الدوري الفرنسي: يناير 2017[83]
- تشكيلة الدوري الفرنسي من الاتحاد الوطني للاعبي كرة القدم المحترفين: 2016–17[84]
- فريق العام من اتحاد لاعبي كرة القدم المحترفين: الدوري الإنجليزي 2018–19[85]
- لاعب العام في مانشستر سيتي: 2018–19[86]
- جائزة آلان هارداكر: 2019[87]
- نهائيات دوري الأمم الأوروبية لاعب البطولة: 2019[88]
- نهائيات دوري الأمم الأوروبية فريق البطولة: 2019[89]
- فيفبرو مُرشح: 2019 (الوسط السادس)[90]
- فريق العالم من الاتحاد الدولي لتاريخ وإحصاءات كرة القدم: 2019[91]
- جائزة الكرة الذهبية: 2019 (المركز التاسع)[92]

## وصلات خارجية
- برناردو سيلفا على موقع الاتحاد الدولي (مؤرشف)  (الإنجليزية)
- برناردو سيلفا على موقع الاتحاد الأوربي (الإنجليزية)
- برناردو سيلفا على موقع إي إس بي إن إف سي (الإنجليزية)
- برناردو سيلفا على موقع قاعدة بيانات كرة القدم.إي يو (الإنجليزية)
- برناردو سيلفا على موقع ليكيب (الفرنسية)
- برناردو سيلفا على موقع ناشيونال فوتبول تيمز (الإنجليزية)
- برناردو سيلفا على موقع Soccerbase.com (لاعب) (الإنجليزية)
- برناردو سيلفا على موقع Soccerway.com (الإنجليزية)
- برناردو سيلفا على موقع عالم كرة القدم.نت (الإنجليزية)
- برناردو سيلفا على موقع كووورة